# 天行者音效
天行者音效（英語：Skywalker Sound）是乔治·卢卡斯创办的卢卡斯数字电影集团的音效、音效剪辑、声音设计、混音和音乐录制分支。其主要工作室设在卢卡斯山谷，在加利福尼亚州尼卡西奥附近。该公司创办于圣安塞尔莫，一开始叫Sprocket Systems，于1987年正式更名为天行者音效后，公司搬到了天行者牧场。